# ガメラ対深海怪獣ジグラ
『ガメラ対深海怪獣ジグラ』（ガメラたいしんかいかいじゅうジグラ）は、大映東京撮影所が製作し1971年（昭和46年）7月17日に公開された特撮映画である。昭和ガメラシリーズ第7作。カラー、大映スコープ、88分。同時上映は『赤胴鈴之助 三つ目の鳥人』（1958年公開作品のリバイバル上映）。
大映の経営状況の悪化によってダイニチ映配による配給が行われており、本作の公開後の倒産によって昭和のガメラシリーズは中断されることになった。

## ストーリー
1971年、日本の月面基地が謎の宇宙船の襲撃を受け、世界各地で謎の大型地震が発生していた。
その一方、鴨川シーワールド近郊では、付属する国際海洋研究所の科学者である洋介とトム、その子供である健一とヘレンが休暇を過ごしていたが、謎の宇宙船に誘拐されてしまった。ジグラ星人を名乗る船内の宇宙人X1号は、高度な科学を有する自分たちが地球の海を管理すると宣言し、人類に降伏を要求。見せしめに東京をマグニチュード13の大地震で壊滅させる。さらに、洋介とトムを催眠術で眠らせたが、健一とヘレンは2人を連れて脱出した。4人に逃げられたジグラ星人は、X1号を地上に送り込み、健一とヘレンの暗殺を命じる。
ガメラによって仁右衛門島に送り届けられた2人の通報により、国連は地球防衛軍を結成してジグラ星人に対抗しようとしたが、自衛隊のジェット機部隊は宇宙船の反撃で全滅。だが、鴨川シーワールドに潜入したX1号も、健一とヘレンに逃げられてしまう。2人が助けを呼ぶ声で飛来したガメラは、ジグラ星人の宇宙船を破壊し、母星へ帰る手段を失ったジグラ星人は、水圧の違いから巨大化。水中ではガメラを翻弄して、陸上戦ではオレンジ光線でガメラを仮死状態にして勝利を得た。陸上生物への復讐に燃えるジグラは、地球の植民地化と人類の家畜化を図る。
そのころ、飼育係の山田の機転で洋介とトム、そしてX1号=菅原ちか子の催眠術が解けた。ガメラを復活させるべく、洋介らは潜水球で海中へと向かう。だが、ジグラは潜水球を捕獲、洋介たちを人質に人類に降伏を迫るが拒否される。一度はジグラに敗れ、海上に足だけを出して仮死状態となったガメラだが、落雷の電気ショックで復活。ジグラが居眠りをしている隙に潜水球を救出する。ガメラと再び対決するジグラだが、ガメラはジグラを地上に引き上げた。鴨川シーワールド周辺で繰り広げられた戦いの末に、ついにジグラのオレンヂ光線を封じ、この強敵を火炎放射で倒すのだった。

## 概要

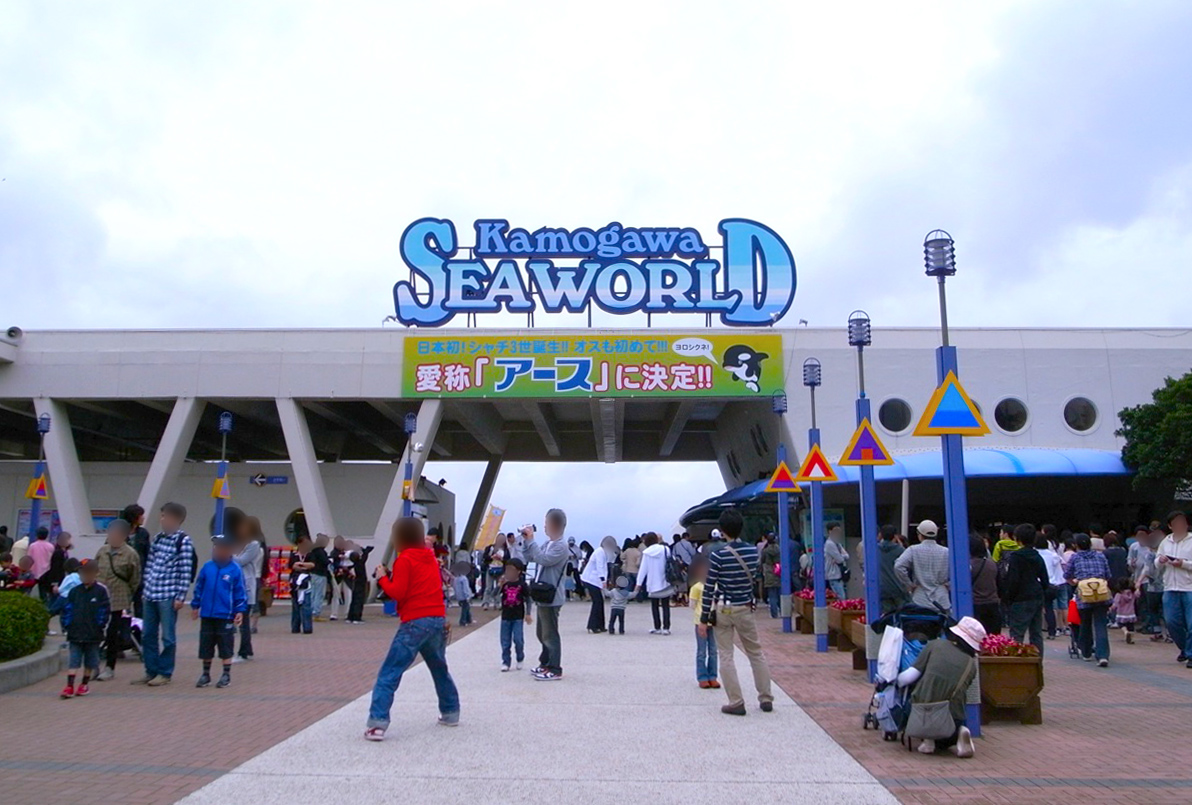
鴨川シーワールドで全編ロケが行われた。

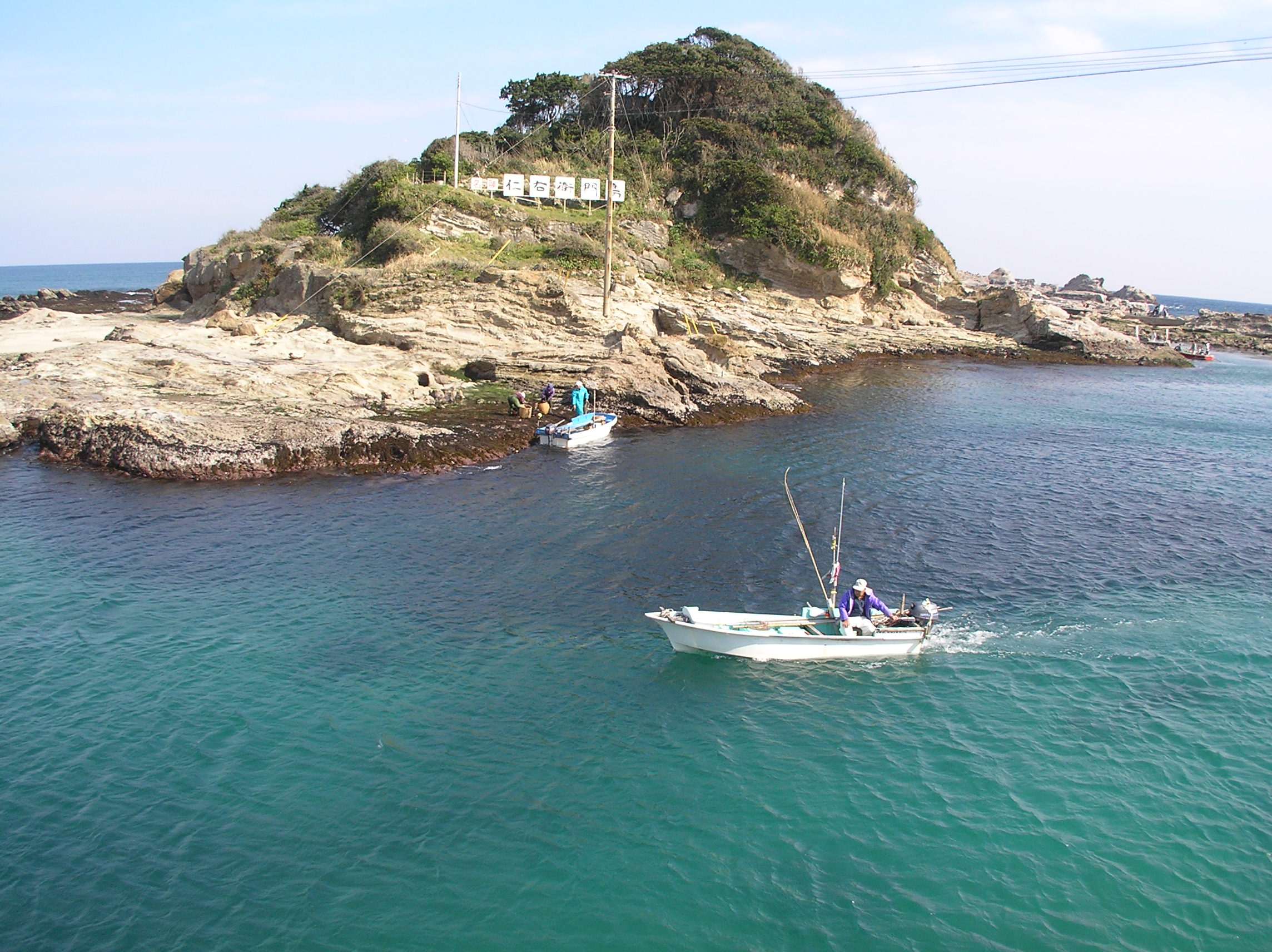
吉田義夫扮する老人が登場する一場面は、千葉鴨川沖の仁右衛門島でロケされた。

前作『ガメラ対大魔獣ジャイガー』（1970年）に続き、予算の増額が行われた。経営不振の渦中にあった当時の大映の作品にあって、まずまずの興行成績を記録したことから次回作の企画も出たものの、1971年12月に大映が倒産したため、結果として永田大映のガメラシリーズとしては最後の作品となってしまった。監督の湯浅憲明は大映倒産の報を聞いた後、1人倉庫にこもり、悔しさのあまり周り一切を叩き壊し、怪獣の着ぐるみや小道具類などの多くが失われた。一方で、道具や資料類が破壊されたのは湯浅の行いではなく、倒産時に発生したスタッフや従業員による暴動であるという異論も存在する。なお、徳間書店による1980年の『宇宙怪獣ガメラ』は特撮の大部分がストック・フッテージに依存しており、新規に撮影された特撮シーンが非常に少ない。
本作品では海底での特撮描写が多く、通常は手前に水槽を置いて特撮セットを組むが、湯浅によると本作品ではセットの天井にも水槽を置き、水中感を出す照明を使用したことで海底の雰囲気を出したという。また、会社の倒産の間近という状況は制作環境の著しい混乱を招いており、たとえば湯浅は契約監督になって残業代が支払われず、予算不足、人員の疲弊、労使交渉の激化などの諸問題を経た結果、本作は以前よりもストーリー上の展開にも荒唐無稽な描写が顕著であり、整合性の欠落も多い。また、予算とスケジュールの都合で予定されていたガメラとジグラの戦闘シーンの一つが却下されている。
タイアップでロケ先となった鴨川シーワールドの精巧なミニチュアセットが組まれたが、壊すわけにもいかず、『ガメラ対宇宙怪獣バイラス』（1968年）にも似たスケール感の乏しい戦いとなってしまった一方、当時の「大映ハレンチ青春路線」の新スターである八並映子の起用により、従来の大映特撮映画と比べて乏しかったお色気描写が強調された作風になっている。八並演じる菅原ちか子がビキニ姿で登場するのは、湯浅によると「お父さんへのサービス」だという。群衆の避難シーンは大映東京撮影所そばの京王多摩川駅でロケされたが、この駅は大映撮影所の所員が通勤に使っていたなじみの駅だった。また、ロケ費用も鴨川シーワールドで撮影されたため、圧縮されている。
なお、本作は本シリーズにて環境汚染をテーマとして扱った最初の作品である。

## 登場キャラクター

### ガメラ
ガメラ対大魔獣ジャイガーで修正された着ぐるみを流用し、一部補修されている。

### 深海怪獣 ジグラ
高度な文明を持つ知的水中生物のジグラ人。環境汚染が進んだ自星を捨てて自身と一体化したような宇宙船に乗り、ひそかに地球へ移住しようと侵入する。世界各地に関東大震災以上の大型地震を引き起こさせて次々と壊滅に追い込むが、その途中で子供たちを誘拐したところ、助けに駆けつけたガメラに宇宙船を破壊されたため、水圧の影響で巨大な姿に変貌する。水中ではサメに似た形態で地上では腹ビレが足に変化して直立が可能となるが、水中のような機敏な動きはできなくなる。
武器は頭部の単眼（3色の怪光線発射口）から撃つ赤色のレッド光線（マグニチュード12以上の地震を起こす破壊熱線）、物質を移動させる緑色のグリーン光線（物体を別の場所に自由に移動させる転移四次元光線）、細胞組織を停止させるオレンジ色のオレンヂ光線（細胞活動を停止させる仮死光線）。「必殺光線」と表記される場合も存在し、当時の各種スチルではジグラが物理的破壊力を持つ光線を使用している。ダークホースコミックスのシリーズ『ガメラ:宇宙の守護神』でも直接的な破壊力を持つ3色の殺人光線を発射しており、体から電撃状のエネルギーを発する場面がある。『小さき勇者たち〜ガメラ〜』の世界観に登場する「Gジグラ」も、「オレンジ光線」を武器として持ち、高速遊泳や最新鋭のレーダーを無効化するステルス性も可能としている。
ガメラとの対戦においては、水中戦では自身の水中での高機動性と頭の刃を利用してガメラを圧倒する。地上での初戦ではガメラを仮死光線によって戦闘不能に追い込むが、再戦ではガメラに空中へ連れて行かれ、気圧によって単眼を破壊された後、大岩が鼻先に刺さったために身動きが取れなくなり、ガメラに背ビレで『ガメラマーチ』を演奏された直後に火炎噴射を浴びせられ、痕跡を残して焼死する。
ジグラやX1号の催眠術と洗脳術はイルカやクジラが障害物や獲物を捕らえる際に発する超音波に近いものらしく、催眠術にかかった対象は壁にぶつかることなく移動できるという特徴がある。また、医師による研究の結果、自衛隊の短波無線機などによる別の音波による妨害で催眠術から解放できることが判明し、実際に健一とヘレンの父2人とX1号（菅原ちか子）がこれで催眠術と洗脳から解放されている。
デザインは矢野友久、造型はガメラとともにエキスプロダクションが担当。人間が立って入るものと、同サイズの操演用の魚形態の2つが造られた。エキスプロの前沢範は、左右の目玉の位置がずれた状態でジグラの頭を造型してしまったが、「このほうが目玉を動かす仕掛けを仕込みやすい」とメカニック担当のスタッフに言われたそうである。
声は声優（担当不明）のセリフのテープ速度を落として使用。しゃべる際は単眼を明滅させる。

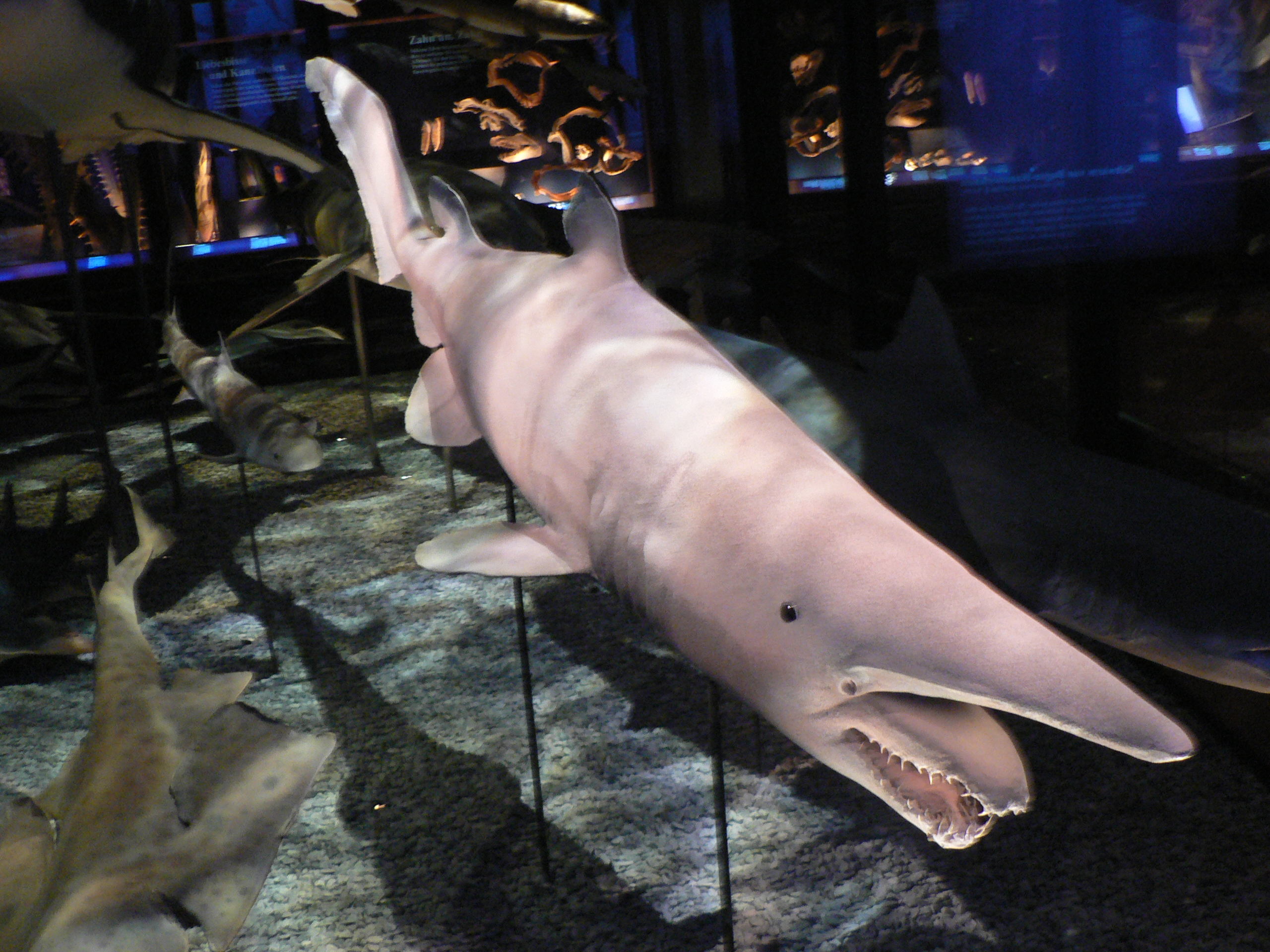
ジグラのデザインモチーフは深海魚のミツクリザメである

背ビレには音階があり、ガメラが打楽器に見立てて背ビレを叩いて演奏している。デザインのモチーフはミツクリザメという深海性のサメ。操演用のミニチュアは、バショウカジキもほうふつとさせるものとなっている。
公開当時の映画館用スチールには、ジグラが海に落とした人間を次々に餌食として飲み込んでいる合成写真が存在したが、劇中にこういったシーンは存在しない。餌食の写真素材は過去作品から採られており、『対バルゴン』の江波杏子が食べられているものもあった。
資料によっては、ジグラは口から「分身ロケット」と呼ばれる核弾頭ミサイルを発射するとされている。
平成ガメラシリーズ2作目の敵怪獣のマザーレギオンのデザインには、ジグラの影響もあるとされる。

#### その他の作品に登場するジグラ
『宇宙怪獣ガメラ』（1980年）では、宇宙海賊の手先という設定となり、ライブフィルムで登場。ガメラがジグラの背ビレで演奏する本作品のシーンは未遂に終わるほか、ジグラ円盤による海上の破壊場面がジグラ自身が破壊したことになっている。
蕪木統文版ノベライズ本『ともだち 小さき勇者たち 〜ガメラ〜』では、オリジナルギャオスのギャオス細胞（GU細胞）を取り込んだミズウオが怪獣化したGジグラとして登場する。

### ジグラ円盤
ジグラが地球攻略のために乗って来た宇宙船。デザインはジグラの頭部をモチーフにしている。人類の月面基地を壊滅させ、その後地球に飛来した。地震を誘発する特殊光線によって、地球の各地に壊滅的な被害を与えた。地球侵入後に房総半島沖に潜むが、ガメラの攻撃によって破壊される。
コントロール室の天井付近から、常に巨大なジグラの顔が覗いており、X1号に指令を下す。X1号は月面基地で捕縛した地球人だが、他に乗組員らしき姿は見えない。
撮影には上部に発光ギミックを仕込んだ、3尺大のミニチュアモデルが使用された。劇中メカでは、他に月面探検車の模型が作られた。

### X1号
ジグラ円盤内にいた女性工作員。人間を昏睡させる催眠術を得意としている。健一とヘレン親子を海で円盤に誘拐し、健一とヘレンの父を催眠術で昏睡状態にする。その後、父親と共に地上へ逃げた健一とヘレンを追って鴨川シーワールドに派遣され、諜報活動を行う。その正体は、ジグラ円盤が地球に来る前に襲った月面基地職員の菅原ちか子をジグラが拉致して洗脳したものであり、シーワールドで健一とヘレンを大追跡の末に捕えることに成功するも、その直後に催眠術から解放された健一の父が短波無線器を使ったことで洗脳から解放される。
ジグラに操られた菅原ちか子の着ている宇宙服は、『ガメラ対大悪獣ギロン』（1969年）に登場した宇宙人の服に似ているが、湯浅は「別物です。衣装にはそんなに予算はかかりませんからね」とコメントしている。この宇宙服は、本作品の翌年に東洋エージェンシーとひろみプロダクションが制作し、エキスプロが特撮を担当したテレビドラマ『サンダーマスク』（日本テレビ）での劇中衣装に流用されている。

## キャスト
- 女性X（日本月世界基地研究員・菅原ちか子）：八並映子
- 石川れい子（洋介の妹、女子大生）：笠原玲子
- 石川弘子（健一の母）：坪内ミキ子
- トム・ウォレス（国際海洋動物研究所員、ヘレンの父）：藤山浩二[注釈 6]
- 石川洋介（国際海洋動物研究所員、健一の父）：佐伯勇
- 山田安吾（鴨川シーワールド飼育係）：三夏伸
- 石川健一：坂上也寸志[注釈 7]
- マージ・ウォレス（ヘレンの姉）：アーリン・ゾーナ
- ヘレン・ウォレス：グロリア・ゾーナ
- 老人：吉田義夫
- 沢本博士：夏木章
- 防衛軍総司令官：九段吾郎
- 小川正作（ホテル支配人）：喜多大八
- 防衛軍副官：井上大吾
- 記者：中原健
- レーダー係：関幸四郎
- 助手：稲妻竜二
- 漁師：志保京助
- 記者：原大作
- 海女：小珠千慧、和光ミキ
- シャチのショーのガイド：山名佐知江

## スタッフ
- 監督：湯浅憲明（本編・特撮とも）
- 製作：永田秀雅
- 企画：斉藤米二郎
- 脚本：高橋二三
- 撮影：上原明
- 特殊撮影：藤井和文
- 録音：奥山秀夫
- 照明：久保江平八
- 美術：矢野友久
- 音楽：菊池俊輔
- 特殊撮影スタッフ
  - 助監督：阿部志馬
  - 美術：石塚章隆
  - 合成：金子友三
  - 照明：藤野慎一
  - 操演：恵利川秀雄
  - 音響効果：小島明
- 編集：宮崎善行
- 助監督：明瀬正美
- 製作主任：真鍋義彦
- 現像：東京現像所
- 協力：鴨川シーワールド

### スタッフ (ノンクレジット)
- スチール：沓掛恒一[要出典]
- 怪獣造形：エキスプロダクション[要出典]

## 映像ソフト化
- レーザーディスク - 1986年発売。
- ビデオ - 1991年発売。
- DVD - 2001年11月28日発売の「ガメラTHE BOX（1969-1980）」に収録。単品版も同時発売[14]。トールケース版は2007年10月26日発売。2006年8月31日発売の「ガメラ 生誕40周年記念Z計画 DVD-BOX」に収録されている。
- Blu-ray - 2009年7月24日発売の「昭和ガメラ ブルーレイBOXII」に収録。単品版も同時発売。

## 漫画
別冊冒険王 1971年夏季号（作画：すずき勝利）

## 幻の次回作『ガメラ対双頭怪獣W』
湯浅憲明らガメラシリーズのスタッフは本作品のあと、『ガメラ対双頭怪獣W』と仮題する次回作の企画準備を進めていた。原案は高橋二三、登場怪獣「W」のデザインは井上章が担当した。タイアップロケ地として、当時オープン間もない宮崎市フェニックス自然動物園との交渉も進めていたらしい。
この企画は1991年に大映から発売されたレーザーディスク『ガメラ永久保存化計画』の映像特典として再び高橋・井上両スタッフによってミニチュアとイラストによるシミュレーション映像が組まれた。この企画で、怪獣「W」はコブラのような双頭の「ガラシャープ」と命名され、『ガメラ対大邪獣ガラシャープ』と題名がつけられた。湯浅が監修に就き、ガメラシリーズスタッフによるこの映像企画の収録時には、マスコミ取材も殺到したという。
寺沢健一郎と破李拳竜による漫画『マンガボーイズコミックススペシャル：大怪獣ガメラ』には、Wとガラシャープをモチーフとしたオリジナル怪獣のダブリュースとガランシャープが登場した。
マット・フランクによるコミック『ガメラ：最後の希望』にもガラシャープが登場している。